# محافظة كاكاودروف
كاكاودروف (بالإنجليزية: Cakaudrove)‏ هي إحدى 14 محافظة تكون جمهورية فيجي وإحدى 3 محافظات تكون جزيرة فانوا ليفو، تقع في الجنوب الشرقي للجزيرة، بالقرب من جزر تافوني،رابي،كيوا والعديد من جزر فانوا ليفو الصغيرة.تبلغ مساحتها 2,816كم2،بتعداد سكاني يقدر ب 49,344 نسمة حسب التعداد السكاني لعام 2007.